# Manguito de los rotadores

Articulación del hombro. Vista posterior a la izquierda. Vista anterior a la derecha. 1. Clavícula, 2. Escápula (con 3. Espina de la escápula, 4. Apófisis coracoides, 5. Acromion), 6. Húmero; Articulaciones: 7. Acromioclavicular, 8. Glenohumeral; 9: Bolsa sinovial; 10. Manguito de los rotadores (con 11. Supraespinoso, 12. Subescapular, 13. Infraespinoso, 14. Redondo menor), 15. Bíceps braquial

El manguito de los rotadores (también conocido como manguito rotador) es un término anatómico aplicado al conjunto de músculos y tendones que proporcionan estabilidad al hombro. Todos estos músculos conectan la escápula con la cabeza del húmero, formando un puño en la articulación. Su importancia estriba en que mantienen la cabeza del húmero dentro de la cavidad glenoidea de la escápula. Este manguito forma continuidad con la cápsula de la articulación del hombro. El conjunto incluye los siguientes músculos:
- El supraespinoso se origina en la fosa supraespinosa de la escápula y se inserta en el tubérculo mayor del húmero. Realiza los primeros 15 a 20 grados de separación del miembro superior del tronco, durante la abducción del brazo.
- El infraespinoso se origina en la fosa infraespinosa de la escapúla y se inserta en el tubérculo mayor del húmero. Rota el brazo externamente.
- El redondo menor se origina en la fosa infraespinosa, a lo largo del borde lateral de la escápula y se inserta en el tubérculo mayor del húmero, y también rota el brazo externamente.
- El subescapular, proveniente de la fosa subescapular de la escápula, se inserta en el tubérculo menor del húmero. Este músculo rota internamente el húmero.

La articulación del hombro es la que más variedad y amplitud de movimientos posee del cuerpo humano. Esto es debido a un diseño en el que la cabeza humeral apenas está cubierta por la superficie glenoidea escapular. Para compensar esta falta de contacto entre las dos superficies articulares, alrededor existen partes blandas que estabilizan la articulación, y evitan la luxación:
- el rodete glenoideo: es una estructura fibrocartilaginosa que aumenta la concavidad de la superficie glenoidea articularía.
- la cápsula articular: rodea toda la articulación, y la estabiliza mediante engrosamientos de la misma que constituyen los ligamentos glenohumerales.
- unidades musculares que parten de la escápula o del tronco y se insertan en el húmero y que, a la vez que contribuyen a la estabilización, su contracción es la responsable del movimiento.

De entre de los músculos que rodean al hombro, el grupo conocido como manguito rotador tiene una función fundamental al estabilizar la articulación glenohumeral. El supraespinoso, el infraespinoso y el redondo menor parten de la cara posterior de la escápula y juntan sus terminaciones tendinosas en forma de una banda que cubre superiormente la articulación antes de insertarse en el húmero. El músculo subescapular parte de la cara anterior de la escápula para formar otra banda tendinosa que a su vez cubre la cara anterior de la articulación. De esta forma, además de producir movimientos del hombro, mantienen la articulación estabilizada, y evitan que la cabeza humeral se luxe en dirección anterior o superior.

## Patología del manguito de los rotadores
La patología más común es la tendinitis del manguito de los rotadores, que consiste en la inflamación de alguno de los tendones o músculos de los rotadores del hombro. Acciones del día a día como sujetar cargas ligeras o pesadas, manejar el ratón del ordenador, dormir en una mala postura u otras pueden causar esta común patología.  
Los más propensos a esta clase de lesiones son: 
- supraespinoso
- la porción larga del bíceps
- la porción corta del bíceps

Como consecuencia de la edad o de acontecimientos traumáticos, alguno o varios de los tendones que conforman el manguito puede verse afectado por una rotura. Esta roturas se clasifican, según su tamaño, como: 
- roturas parciales: no afectan a todo el espesor del tendón, y pueden ser superiores, intratendionosas o inferiores, según sean las capas afectadas;
- roturas completas: afectan a todo el espesor del tendón, y existe una disrupción que permite la comunicación del espacio intrarticular con el espacio subacromial;
- roturas masivas: son roturas completas de gran tamaño en las que la retracción de los bordes tendinosos es importante, y permiten que asome la cabeza humeral en el espacio subacromial.

Estas roturas tendinosas traerán dos consecuencias directas. Por un lado, el dolor. En el caso de lesiones traumáticas, este dolor aparecerá de manera aguda, mientras que en el caso de roturas degenerativas por la edad, el problema incluirá dolor e inflamación regional de meses o años de evolución. Por otro lado, aparecerá impotencia funcional. Esta impotencia estará relacionada con el tendón implicado, pues cada uno de los cuatro realiza diferentes funciones:
- rotura supraespinoso: deficiencia para la abducción; es el único que no rota;
- rotura infraespinoso y/o redondo menor: déficit en la rotación externa;
- rotura subescapular: déficit en la rotación interna.

Además, dado que el manguito actúa como estabilizador de la articulación, las roturas masivas provocan una subluxación superior de la cabeza humeral. Esto quiere decir que, al desaparecer el fulcro superior, la cabeza se desplaza hacia arriba, y puede llegar a formarse una nueva pseudoarticulación en el espacio subacromial.

### Diagnóstico de las lesiones del manguito rotador
El diagnóstico viene dado por la clínica, la exploración física y las pruebas de imagen.
La clínica se caracteriza principalmente por dolor en la región deltoidea y subacromial del hombro. El dolor se desencadena con ciertos movimientos del hombro (la elevación y la rotación externa y la adución-rotación interna combinadas). Sin embargo, también es característico que el dolor aparezca en reposo y que por la noche no deje descansar al paciente.
La exploración física se dirige a evaluar qué grupo muscular se halla afectado y qué grado de afectación funcional padece el paciente, pues esto orienta hacia el tipo de rotura.
Pruebas de imagen
Las pruebas de imagen son principalmente tres. Una radiografía simple no permite evaluar las lesiones tendinosas, pero aporta información acerca de si existe alguna causa estructural que propicie la aparición de una patología del manguito, como por ejemplo una artrosis acromioclavicular. Para poder evaluar el estado del tendón, es preciso realizar una ecografía o una resonancia magnética. Con una de estas dos últimas pruebas será posible saber si el manguito está roto, si está inflamado o si existe inflamación del espacio subacromial.
- Datos: Q1764136
- Multimedia: Rotator cuff / Q1764136